# Любовь-морковь
«Любовь-морковь» — российский семейный комедийный художественный фильм, поставленный режиссёром Александром Стриженовым по мотивам пьесы белорусского драматурга Андрея Курейчика «Исполнитель желаний».
Премьера фильма состоялась 6 марта 2007 года. Фильм положил начало медиафраншизе, в рамках которой вышли три продолжения: «Любовь-морковь 2», «Любовь-морковь 3» и «Любовь-морковь: Восстание машин».
«Любовь-морковь» получила смешанный приём критиков.

## Сюжет
Супруги Андрей и Марина через 7 лет совместной жизни поняли, что они не понимают и с трудом терпят друг друга. Они обратились к психологу, который сообщил супругам, что для восстановления взаимопонимания им необходимо занять место друг друга, а на следующее утро проснулись, обменявшись телами.
Психолог пропал, и, решив скрыть перемены, супруги пытаются продолжить жизнь, притворяясь своей половинкой: Андрей был адвокатом, а Марина в теле Андрея проигрывает дело; Марина была искусствоведом в музее, а Андрей в полотнах импрессионистов видит лишь цветные пятна. В результате ограбления музея Андрей в теле Марины попадает в заложники.
В конце концов, пройдя череду комичных и опасных приключений, Марина и Андрей становятся сами собой. В последней сцене Марина представляет картину, из-за которой её взяли в заложники, она ждёт ребёнка.

## В ролях
| Актёр                | Роль                                               |
| -------------------- | -------------------------------------------------- |
| Гоша Куценко         | Андрей Владимирович Голубев                        |
| Кристина Орбакайте   | Марина Николаевна Голубева                         |
| Евгений Стычкин      | Карло главарь банды, бандит                        |
| Андрей Краско        | Феликс Корогодский (озвучивает Алексей Колган)     |
| Екатерина Стриженова | Анастасия Александровна жена Корогодского          |
| Михаил Козаков       | доктор Коган семейный психолог                     |
| Андрей Ургант        | Власов Олег Львович (Нерон) руководитель Андрея    |
| Сергей Жолобов       | судья                                              |
| Дарья Дроздовская    | Соня подруга Марины                                |
| Станислав Дужников   | Данила коллега Андрея                              |
| Ольга Орлова         | Лена подруга Марины                                |
| Эвклид Кюрдзидис     | Серёга коллега Андрея                              |
| Александр Стриженов  | адвокат Аристархов (прообраз — Павел Астахов)      |
| Ксения Князева       | Ирина секретарь Андрея                             |
| Дмитрий Бурлаков     | водитель Лены                                      |
| Виталий Хаев         | Кирсанов член банды Карло                          |
| Александр Робак      | Вова член банды и правая рука Карло                |
| Евгений Ратьков      | Козлов член банды Карло                            |
| Сергей Дорогов       | следователь Груздев (озвучивает Александр Клюквин) |
| Валдис Пельш         | аукционист                                         |

## Награды и номинации
| Награды и номинации     | Награды и номинации      | Награды и номинации                   | Награды и номинации | Награды и номинации |
| Награда                 | Категория                | Номинант                              | Результат           |                     |
| ----------------------- | ------------------------ | ------------------------------------- | ------------------- | ------------------- |
| MTV Russia Movie Awards | «Лучшая женская роль»    | Кристина Орбакайте                    | Номинация           |                     |
| MTV Russia Movie Awards | «Лучшая комедийная роль» | Гоша Куценко                          | Номинация           |                     |
| MTV Russia Movie Awards | «Лучшая кинокоманда»     |                                       | Номинация           |                     |
| MTV Russia Movie Awards | «Лучший поцелуй»         | Кристина Орбакайте и Гоша Куценко     | Номинация           |                     |
| MTV Russia Movie Awards | «Лучший саундтрек»       | «Я нарисую небо» — Кристина Орбакайте | Номинация           |                     |

## Отзывы
Фильм получил смешанные отзывы критиков. На саёте-агрегаторе «Критиканство» фильм получил оценку 61/100 на основе 8 рецензий.
Тепло отозвалась о фильме Людмила Беширова на сайте «Наш фильм», отметив актёрский состав, в особенности похвалив игру Кристины Орбакайте и Евгения Стычкина.
Не столь благосклонно отнёсся к игре актёров Василий Корецкий в российском издании журнала Time Out, выставив общую оценку фильму 2/5.
Алекс Экслер, назвал среди недостатков фильма ляпы в сценарии, скомканный финал, нечётко выстроенный образ Марины в начале фильма, корявости с остальными персонажами и навязчивый product placement, однако в целом оценил фильм на «хорошо», резюмировав: «Тем не менее фильм смотрится легко и приятно — в основном за счет отличной экранной парочки Куценко и Орбакайте. Во время просмотра даже сценарные ляпы не особо замечались, а точнее, их вполне можно было простить».